# Monumento aos Combatentes da Grande Guerra (Tavira)

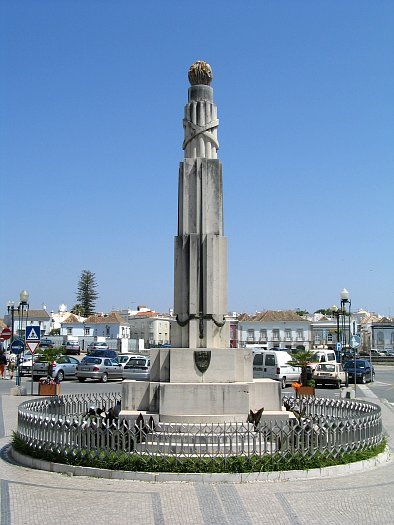
Monumento aos Mortos da Grande Guerra

O Monumento aos Mortos da 1ª Grande Guerra (1914-1918), fica situado na Praça da República, frente à Câmara Municipal de Tavira.
É uma homenagem, não só a todos aqueles que pereceram nesta guerra mas, em particular, aos militares do Batalhão nº3 do Regimento de Infantaria nº4 (composto por pessoal recrutado no Algarve e preparado em Tavira), que morreram em combate na Flandres, no norte da França. Os nomes dos 51 falecidos (3 em Moçambique e os 48 na Flandres) foram primeiro lembrados numa lápide no átrio do Quartel da Atalaia, inaugurada a 10 de Junho de 1920.
Este monumento, da autoria de Alberto Ponce de Castro, começou a ser construído em 1932, sendo a primeira pedra lançada pelo Presidente da República, o General Carmona, a 16 de Fevereiro de 1932. Foi inaugurado pelo Ministro da Guerra, o General Daniel Rodrigues de Sousa, em 9 de Abril de 1933.
A verba necessária para a construção do monumento foi obtida através do lucro das "Festas da Cidade", que se realizaram de 1930 a 1932, e que garantiram fundos no valor de 15.938$80 contos. O restante foi custeado pela Câmara Municipal de Tavira.